# 多良木町
多良木町（たらぎまち）は、熊本県の南部に位置する町。球磨郡に属している。

## 地理
熊本県の南東端に位置する町で、熊本市から南東約70km（陸路では約100km）の場所にある。町域南東部・南部で宮崎県に接している。町域中央部（中心部）は人吉盆地の一部であり比較的平坦であるが、それ以外の地域は九州山地の一部に含まれ山林が多い。
町域中央部のやや北寄りを球磨川が東西に流れる。

### 隣接する市町村
- 熊本県球磨郡あさぎり町・相良村・五木村・水上村・湯前町
- 宮崎県児湯郡西米良村・小林市

### 地名
- 多良木
- 奥野(旧久米村)
- 久米(旧久米村)
- 槻木(旧久米村)
- 黒肥地(旧黒肥地村)

## 歴史
縄文時代から人が居住していた。鎌倉時代には、遠江国の相良氏が現在の熊本県南半分を領地とした。多良木は相良氏が最初に住んだ地であり、相良氏発展の足がかりとなった。昭和20年代には人口2万人を数え、木材の集積・加工生産地として人吉盆地でもっとも賑わいをみせ、木材の買い付け人が全国から訪れるなどして料亭や旅館業等も栄えた。しかしその後、木材不況により林業は衰退した。

### 近現代年譜
- 1889年4月1日 町村制施行により、現在の町域にあたる以下の村が発足。
  - 球磨郡多良木村・黒肥地村・久米村・槻木村
- 1895年2月1日 久米村と槻木村が新設合併。新町制による久米村となる。
- 1926年5月1日 多良木村が町制施行。多良木町となる。
- 1955年4月1日 多良木町・黒肥地村・久米村が新設合併。新町制による多良木町となる。

## 地域

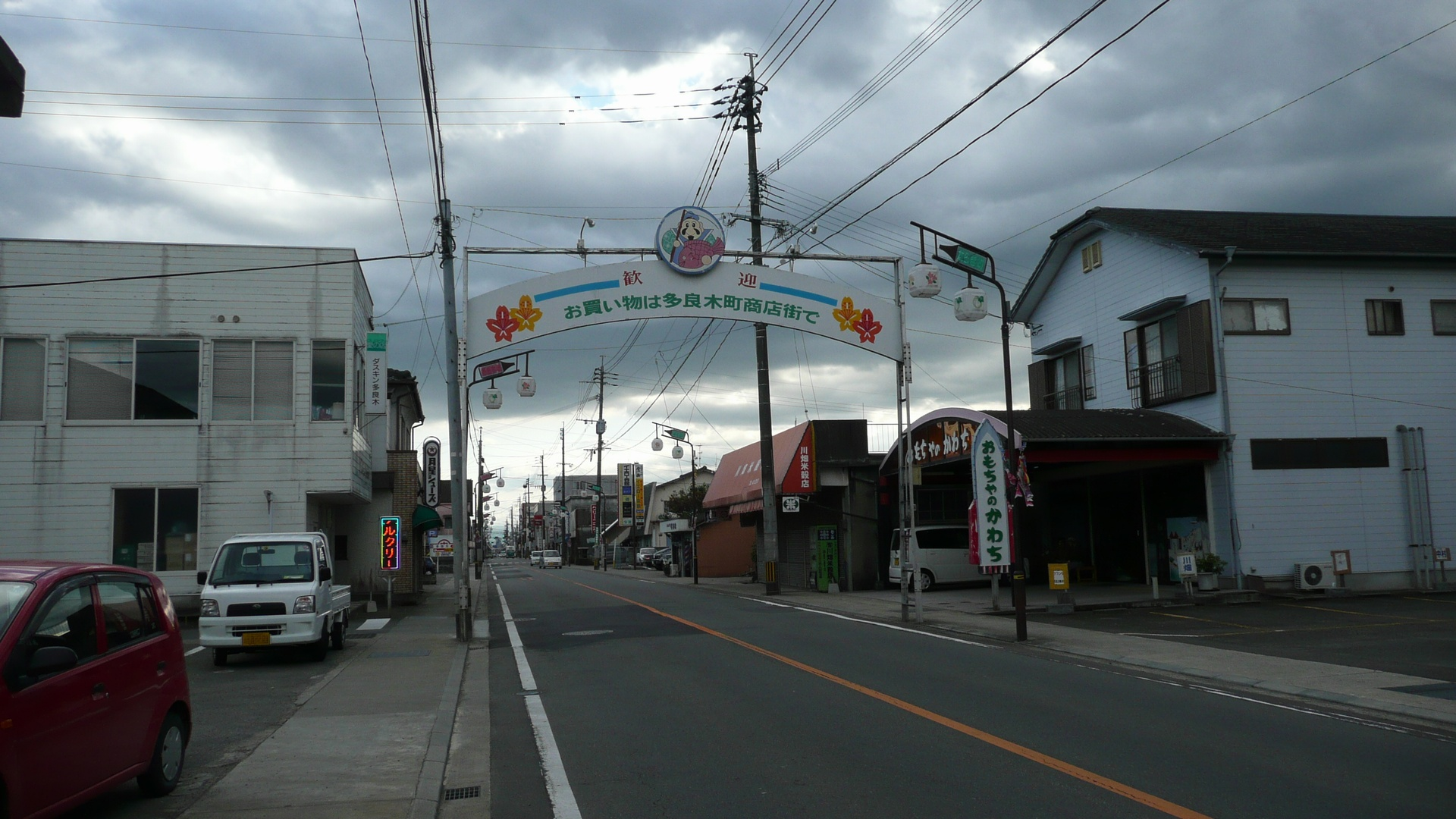
多良木町中心部

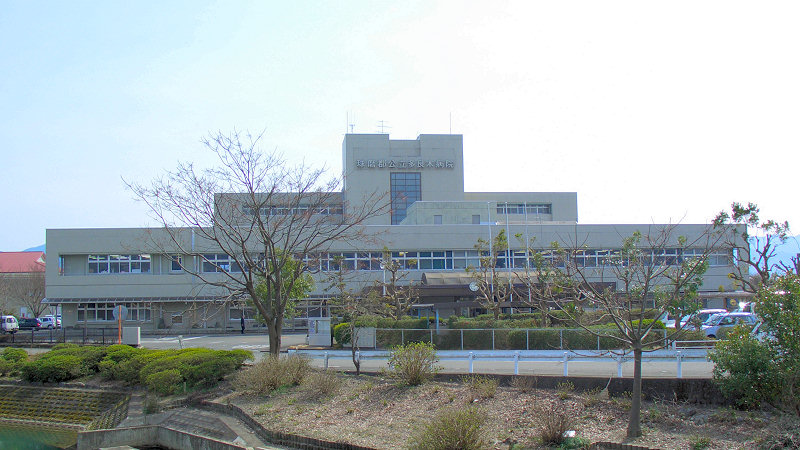
球磨郡公立多良木病院

### 人口
| |                                          |  |
| 多良木町と全国の年齢別人口分布（2005年） | 多良木町の年齢・男女別人口分布（2005年） |  |
| ■紫色 ― 多良木町 ■緑色 ― 日本全国 | ■青色 ― 男性 ■赤色 ― 女性                |  |
| 多良木町（に相当する地域）の人口の推移 \| 1970年（昭和45年） \| 16,004人 \| \| \| 1975年（昭和50年） \| 14,823人 \| \| \| 1980年（昭和55年） \| 14,598人 \| \| \| 1985年（昭和60年） \| 14,123人 \| \| \| 1990年（平成2年） \| 13,437人 \| \| \| 1995年（平成7年） \| 12,701人 \| \| \| 2000年（平成12年） \| 12,072人 \| \| \| 2005年（平成17年） \| 11,398人 \| \| \| 2010年（平成22年） \| 10,554人 \| \| \| 2015年（平成27年） \| 9,791人 \| \| \| 2020年（令和2年） \| 9,076人 \| \| |                                          |  |
| 総務省統計局 国勢調査より |                                          |  |
| 1970年（昭和45年） | 16,004人                                 |  |
| 1975年（昭和50年） | 14,823人                                 |  |
| 1980年（昭和55年） | 14,598人                                 |  |
| 1985年（昭和60年） | 14,123人                                 |  |
| 1990年（平成2年） | 13,437人                                 |  |
| 1995年（平成7年） | 12,701人                                 |  |
| 2000年（平成12年） | 12,072人                                 |  |
| 2005年（平成17年） | 11,398人                                 |  |
| 2010年（平成22年） | 10,554人                                 |  |
| 2015年（平成27年） | 9,791人                                  |  |
| 2020年（令和2年） | 9,076人                                  |  |

### 行政
- 町長：吉瀬浩一郎
- 町議会議員 12人

#### 警察
- 多良木警察署
  - 黒肥地駐在所（大字黒肥地）
  - 久米駐在所（多良木町大字久米）

#### 消防
- 上球磨消防組合上球磨消防署

#### 姉妹都市
- 北海道南幌町
  - 2010年（平成22年）2月2日姉妹都市提携[3]。

### 教育

#### 高等学校
- 熊本県立多良木高等学校

#### 中学校
町立
-  多良木中学校

#### 小学校
町立
-  多良木小学校
-  宮ヶ野小学校（休校中）
-  久米小学校
-  槻木小学校
-  黒肥地小学校
  -  柳野分校

#### 特別支援学校
- 熊本県立球磨支援学校

## 交通

### 空港
最寄り空港は鹿児島空港。

### 鉄道
- くま川鉄道
  - 公立病院前駅 - 多良木駅 - 東多良木駅 - 新鶴羽駅

### バス
- 産交バス
  - 人吉市 - 錦町 - あさぎり町 - 多良木町 - 湯前町 - 水上村

### 道路
高速道路の最寄りインターチェンジは九州自動車道人吉インターチェンジ。
一般国道
- 国道219号

主要地方道
- 熊本県道33号人吉水上線
- 熊本県道43号錦湯前線
- 熊本県道48号多良木相良線

一般県道
- 熊本県道143号中河間多良木線
- 熊本県道144号槻木田代八重線
- 熊本県道261号五木多良木線
- 熊本県道266号梶屋多良木線
- 熊本県道335号湯前人吉自転車道線

## 名所・旧跡・観光スポット・祭事・催事
- 多良木町えびすの湯
- 青蓮寺阿弥陀堂
- 太田家住宅

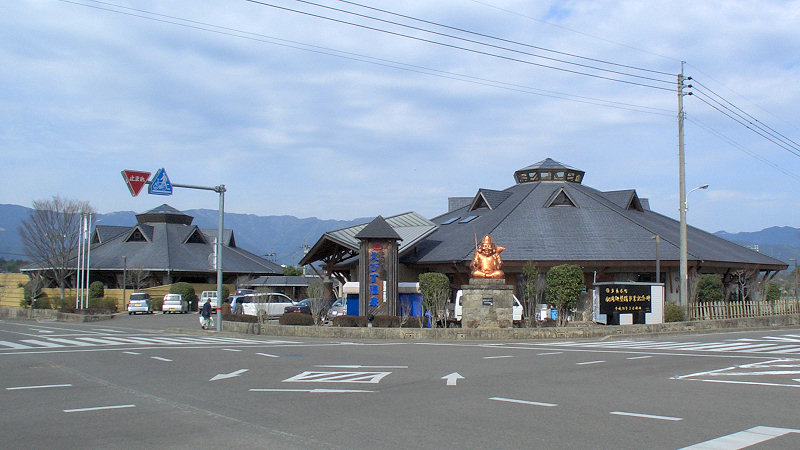
えびすの湯

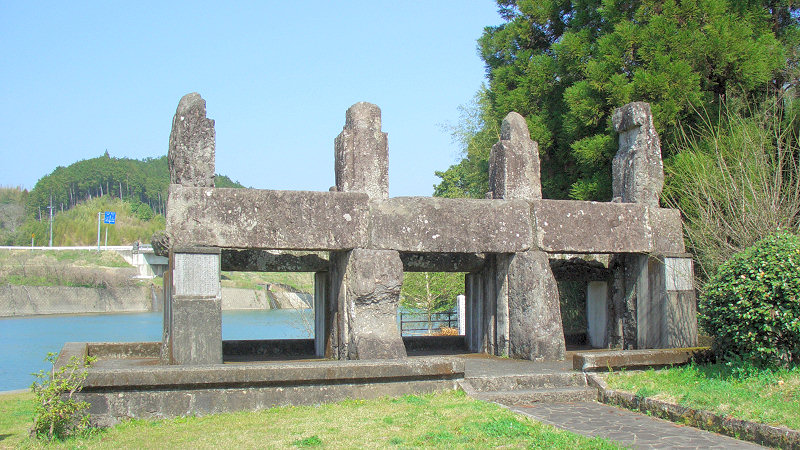
百太郎溝旧樋門

- 多良木町は2010年3月にJR九州からブルートレイン「はやぶさ」の車両を譲り受け簡易宿泊施設に利用。
- 百太郎溝

## 著名な出身者
- 高見圭司（新左翼活動家）
- 市来竜夫（インドネシアの民族主義運動、独立戦争に関わったアジア主義者）
- 野田浩司 (元プロ野球選手)
- 力真樹(元大相撲力士　最高位は東十両10枚目)